# Federazione calcistica di Saint Vincent e Grenadine
La Federazione calcistica di Saint Vincent e Grenadine, ufficialmente Saint Vincent and the Grenadines Football Federation (SVGFF), fondata nel 1979, è il massimo organo amministrativo del calcio a Saint Vincent e Grenadine. Affiliata alla FIFA e alla CONCACAF dal 1988, essa è responsabile della gestione del campionato di calcio e della nazionale di calcio dell'arcipelago.